# Gyarmati Zsolt (történész)
Gyarmati Zsolt (Székelyudvarhely, 1970. július 16. –) erdélyi magyar társadalomtörténész, 2003 óta a Csíki Székely Múzeum igazgatója, Kolozsvár várostörténetének kutatója.

## Élete
Kutatási területe az erdélyi társadalomtörténet. 1998-ban végzett a kolozsvári Babeș–Bolyai Tudományegyetem, majd itt magiszteri fokozatot szerzett. Később PhD-abszolutóriumot kapott az ELTE Társadalomtörténeti Tanszékén. 2003 óta a csíkszeredai Csíki Székely Múzeum igazgatója.

## Művei
- A Csíki Székely Múzeum gyűjteményei; szerk. Gyarmati Zsolt, Szatmári László; Csíkszereda Kiadó, Csíkszereda, 2004
- Nyilvánosság és magánélet a békeidők Kolozsvárán. Tanulmányok; előszó Gyáni Gábor; Komp-Press–Korunk Baráti Társaság, Kolozsvár, 2005 (Ariadné könyvek)
- Boros Judit–Szücs Györgyː A nagybányai művésztelep. Kiállításvezető. Válogatás a Magyar Nemzeti Galéria, a Székely Nemzeti Múzeum, a Maros Megyei Múzeum és a Csíki Székely Múzeum gyűjteményeiből. Csíkszereda, Csíki Székely Múzeum, 2008. május 8–július 18.; szerk. Gyarmati Zsolt, Mara Zsuzsa; Csíki Székely Múzeum, Miercurea Ciuc, 2008
- A mi Nagy Imrénk. Válogatás Zsögödi Nagy Imre festőművész műveiből; vál., szerk. Szabó András, Gyarmati Zsolt; Csíkszereda Kiadóhivatal, Csíkszereda, 2008

## Díjai
- „Kivi-díj”, Transindex, 2007
- „MúzeumCafé-díj"[halott link], Szépművészeti Múzeum, 2012
- Móra Ferenc-díj (2016) [1]